# Ralph Oppenhejm
Ralph Oppenhejm (ur. 10 grudnia 1924 w Kopenhadze; zm. 4 lutego 2008) – duński pisarz, który podczas II wojny światowej po nieudanej próbie ucieczki z Kopenhagi do Szwecji przeżył jako Żyd uwięzienie w obozie koncentracyjnym w Theresienstadt.
Jako pisarz zadebiutował w 1945 roku powieścią odnosząca się do doświadczeń z przeżytego Holocaustu – Det skulle så være. Marianne Petits dagbog fra Theresienstadt, w Niemczech opublikowanej pt. Na granicy życia – dziennik z Theresienstadt. Po uzyskaniu później wykształcenia prawniczego poświęcił się podróżując pracy pisarskiej. Opisywał w swych reportażach obyczaje m.in. Indii, Japonii i Hiszpanii. Książki jego tłumaczono m.in. na niemiecki i angielski.

## Nagrody
- Astrid Goldschmidts Legat, 1954
- Emma Bærentzens Legat, 1956